# Garden City (Idaho)
Garden City es una ciudad ubicada en el condado de Ada en el estado estadounidense de Idaho. En el año 2010 tenía una población de 10.972 habitantes y una densidad poblacional de 1.015,93 personas por km².

## Geografía
Garden City se encuentra ubicado en las coordenadas 43°38′44″N 116°15′58″O / 43.64556, -116.26611. Según la Oficina del Censo, la localidad tiene un área total de 10,8 km² (4,2 mi²), de la cual 10,7 km² (4,1 mi²) es tierra y 0,1 km² (0 mi²) (0.72%) es agua.

## Demografía
En el 2000 la renta per cápita promedia del hogar era de $38,520, y el ingreso promedio para una familia era de $46,463. En 2000 los hombres tenían un ingreso per cápita de $30,499 contra $28,315 para las mujeres. El ingreso per cápita para la localidad era de $24,242. Alrededor del 12.7% de la población estaba bajo el umbral de pobreza nacional.